# Clã Kawakatsu
O clã Kawakatsu (川勝氏, Kawakatsu-shi) foi um clã do Japão que reclamava descendência do clã Hata. No Período Edo, alguns ramos do clã eram famílias hatamoto.